# 高橋道八

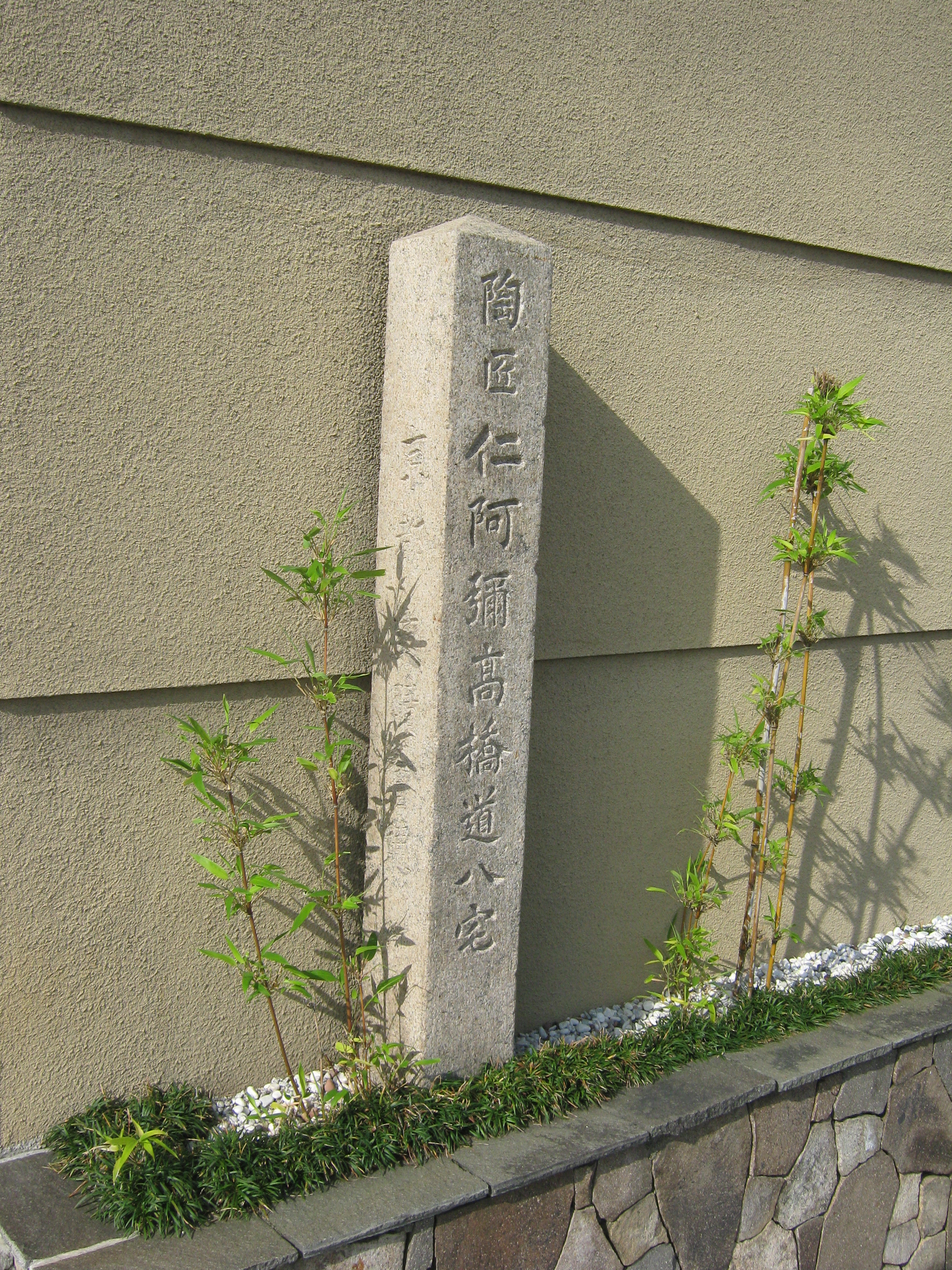
仁阿弥高橋道八（初代）宅の碑、京都市東山区五条通東大路西入南側

高橋 道八（たかはし どうはち）は、京焼（清水焼）の窯元の一つで、陶芸家の名跡。江戸時代後期より作陶に携わり、特に茶道具、煎茶器の名品を輩出し続けてきた。

## 歴代
- 初代 道八（元文5年（1740年）- 文化元年4月26日（1804年6月4日））
伊勢亀山藩出身。字「周平」名「光重」。号は「松風亭空中」とも称する。次男のため士分を離れ、京に出て陶器職人となる。後独立し粟田口に開窯。活躍期は煎茶隆盛期でもあり、数多くの煎茶器の名品を制作した。自らも池大雅、上田秋成、売茶翁らの文人と交際。南画を趣味とする。
  - 初代 尾形周平（1788年?1800年?-1829年?1830年?）
初代三男、仁阿弥道八の弟。幼名「熊蔵」名「光吉」。奥田頴川や兄・仁阿弥道八の元で修行の後独立した。尾形乾山にあやかり「尾形」姓を名乗る。青華、色絵、青磁を得意とし、煎茶器（特に急須、湯沸、茶碗）に名品が多い。
- 二代 道八（天明3年（1783年） - 安政2年5月26日（1855年7月9日））
初代の次男。「仁阿弥道八」の名で著名である。
- 三代 道八（文化8年（1811年） - 明治12年（1879年）8月2日）
二代の長男。幼名「道三」、名「光英（みちふさ）」。号「華中亭」「道翁」。嘉永3年（1850年）、高松藩に招かれ「讃岐窯」を開窯した。明治2年（1869年）、佐賀藩の招聘により伊万里焼技術指導。仁和寺宮より法橋に任じられる。青花、白磁の製作にも成功。晩年は祖父の桃山窯に引退。技法としては青磁、雲鶴模様、三島手、刷毛目を得意とし、煎茶器の名品を多数製作した。
- 四代 道八（弘化2年（1845年）5月 - 明治30年（1897年）7月26日）
三代の息子。名「光頼」号「華中亭」。明治7年（1874年）襲名。京都府勧業場の御用係として活躍。青花磁・彫刻・白磁を得意とする。
- 五代 道八（明治2年（1869年）- 大正4年（1914年））
本名「小川勇之助」。滋賀県甲賀郡出身。四代死去時に子息幼少のため、一時的に名跡を嗣ぐ。
- 六代 道八（明治14年（1881年）- 昭和16年（1941年））
四代次男。本名「英光」、号「華中亭」。先代、及び四代の陶法をつぎ、染付煎茶器に名品がある。
- 七代 道八（明治43年（1910年）11月21日 - 昭和58年（1983年））
本名「光一」。1941年、七代高橋道八を襲名する。
- 八代 道八（昭和13年（1938年）12月6日 - 平成23年（2011年）9月16日）
七代長男。京都市立日吉ヶ丘高等学校美術科卒業、京都府訓練校にて轆轤成形、京都市工業試験場にて釉薬を学ぶ。父・七代道八に師事。京都市出身。昭和59年（1984年）、八代 高橋道八を襲名。2011年9月16日肝臓ガンのため、京都市内の病院にて逝去。73歳。
- 九代 道八（昭和48年（1973年）12月 - ）
八代次女。京都文教短期大学服飾意匠学科デザイン専攻卒。京都府立陶工高等技術専門校成形科、研究科卒。京都工業試験場本科卒。
平成元年（1989年）、父・八代道八に師事。平成24年（2012年）、九代 高橋道八を襲名。